# 커피 메이트
"커피메이트"(Coffee Mate)는 한국에서 제작된 이현하 감독의 2016년 멜로/로맨스 영화이다. 윤진서 등이 주연으로 출연하였다.

## 출연

### 주연
- 윤진서
- 오지호
- 김민서

### 조연
- 이선호
- 김진엽
- 하시연
- 김지성
- 김하연
- 유주은
- 김효수
- 남동하
- 유필란

## 기타
- 제작총괄: 유희정
- 프로듀서: 강성욱
- 제작부: 최재협
- 제작부: 이슬기
- 촬영부: 김태근
- 촬영부: 김미현
- 촬영부: 윤어진
- 조명: 김영만
- 조명부: 김태근
- 조연출: 서원영
- 연출부: 노동석
- 연출부: 이정민
- 스크립터: 김미지
- 동시녹음: 김완동
- 음향편집: 조예리
- 음향효과: 이택환
- 음향효과: 이용표
- 시각효과: 이장욱
- 시각효과: 오아미
- 시각효과: 송교욱